# Arpège (profumo)
Arpège  è un profumo femminile della casa di moda francese Lanvin. Insieme a Chanel Nº 5 e Joy è considerato uno dei più celebri profumi femminili di tutti i tempi.

## Storia
Dopo che i profumieri André Fraysse e Paul Vacher avevano creato la fragranza per Jeanne Lanvin, si racconta che la stilista la regalò a sua figlia Marguerite come regalo per il suo trentesimo compleanno, e le chiese di darle un nome. Marguerite Lanvin, che era una cantante d'opera, scelse come nome Arpège ("arpeggio").
 Il profumo ebbe un ottimo riscontro commerciale.
Il flacone disegnato per Arpège rappresentava le forme di una mela, sul quale era ritratto il logo di Lanvin, che rappresenta la stessa Jeanne Lanvin insieme alla figlia. Sia la bottiglia, che la sua confezione, in origine erano di una particolare tonalità di blu, il cosiddetto "blu Lanvin", inventato dalla stilista e presente in molte delle sue creazioni.
Nel 1993 il profumo è stato oggetto di un rilancio commerciale, in seguito alla riformulazione di Hubert Fraysse, che ha reso il profumo più moderno. Nuovamente la formula di Arpège è stata riorchestrata nel 2006, sulla base di un bouquet di oltre sessanta preziosi fiori rari. In occasione di questo rilancio il profumo è stato ribattezzato Arpège Eau de Parfum, ed affiancato ad Arpège pour homme, fragranza maschile elaborata da Olivier Pescheux di Givaudam.